# Grae Morris
Grae Morris (16 de outubro de 2003) é um velejador australiano.

## Carreira
Morris cresceu nos subúrbios orientais de Sydney. Seu pai, Brett Morris, foi um ex-campeão nacional de windsurf. Aos 11 anos, ele estava competindo em eventos de Formula e Slalom pela Austrália, fazendo a transição para a disciplina de florete aos 14 anos. Ele combinou remo com rugby como lateral enquanto frequentava a Cranbrook School.
Em 2023, Morris garantiu à Austrália uma vaga de cota para o evento iQFoil nos Jogos Olímpicos de 2024 após sua performance no Campeonato Mundial de Vela em Haia, além de terminar em quarto lugar em um evento de teste olímpico em Marselha. Ele arrecadou quase US$ 10.000 para apoiar sua tentativa olímpica. Ele venceu a série de qualificação de 13 corridas, avançando diretamente para as três finais, e terminou em segundo na corrida final atrás de Tom Reuveny, de Israel.